# Léotoing
Léotoing é uma comuna francesa na região administrativa de Auvérnia-Ródano-Alpes, no departamento de Alto Loire. Estende-se por uma área de 19,45 km². Em 2010 a comuna tinha 230 habitantes (densidade: 11,8 hab./km²).